# Manfred Günther (Psychologe)
Manfred Günther (* 1948 in Bochum) ist ein deutscher Sozialarbeitswissenschaftler sowie ehemaliger Notfall-Schulpsychologe und Lehrer, der heute als Autor und beratender Coach tätig ist; Günther lebt in Berlin-Lichterfelde sowie in Tazacorte auf La Palma.

## Leben und Ausbildungen

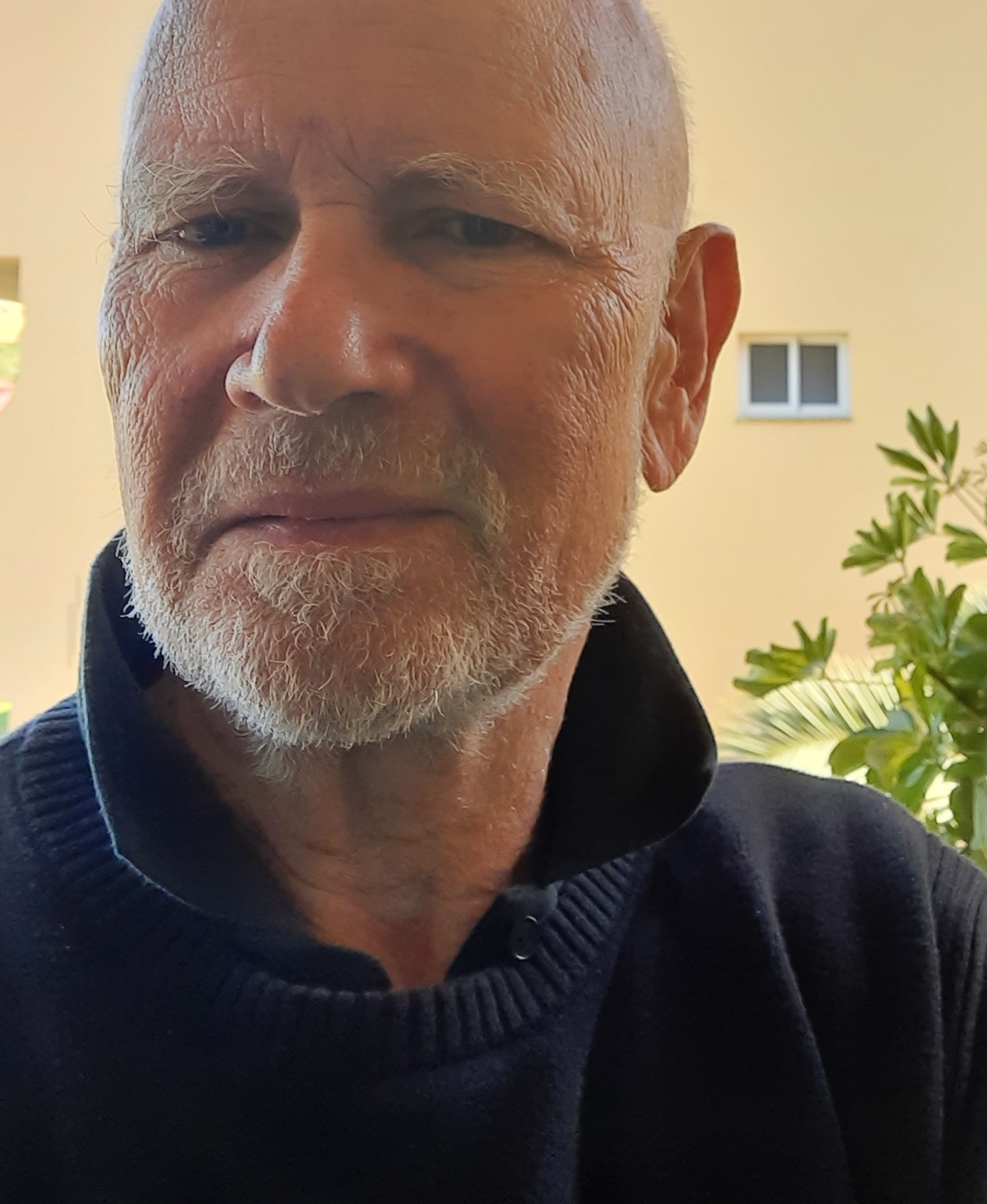
Manfred Günther, Berlin 2022

Manfred Günther entstammt einer Bergleute-Familie aus dem Ruhrgebiet. Seine Tochter Sira Charis ist an der Kölner DSHS im Sustainability Energie-Management tätig. 
Günther machte 1968 am Wittener Jungengymnasium Abitur. Nach dem Studium der Philosophie, Publizistik bei Kurt Koszyk und Psychologie in Bochum sowie mit Abschluss bei Klaus Holzkamp und Eva Jaeggi in Berlin ergänzte er – mit dem Ziel, Schulpsychologe zu werden – ein Lehramtsstudium (Arbeitslehre/Wirtschaft) mit Abschluss an der PH Berlin.
Pädagogisch-psychologische Praktika absolvierte er u. a. im Bochumer Obdachlosen-Projekt Brelowstraße (Vorschul-Versuch) sowie in den alternativen Sommerferienlagern der Falken in Schweden im Kontext Sexualaufklärung für Unterschichtkinder.
Noch als Studierender, nach einem Praktikum bei Klaus Schüttler-Janikulla, entwickelte er im Rahmen eines Projekts an der Thomas-Mann-Oberschule im Berlin/Märkisches Viertel mit Rainer Brockmann einen wegweisenden Ansatz von „Einbeziehung zur Kontrolle von Schülerverhalten“, der von ihm dort bereits über klassenratähnliche Schulstunden organisiert wurde. Von ihm unterstützte 7.-Klassen-Tutoren moderierten im Verlauf mehrerer Wochen rein pädagogisch-gruppendynamische Stunden, in denen die Minderjährigen selbst eine Liste von erwünschten und unerwünschten Verhaltensweisen im Unterricht (Contracting: Regel-Kanon) festlegten und in einem 2. Schritt auch über entsprechende Sanktionen berieten.
Berufsbegleitend eignete sich Günther ab 1977 zunächst VT an sowie Self Management bei Frederick Kanfer, studierte von 1985 bis 1987 „Prävention und psychosoziale Gesundheitsforschung“ beim Team um Dieter Kleiber (dort gleichzeitig Lehrbeauftragter) und ergänzte von 1999 bis 2001 eine Ausbildung zum Mediator.

### Berufspraxis
Der Arbeitspsychologe Volpert wollte den jungen Psychologen 1975 als Assistenten an die TU Berlin holen, aber Günther blieb von 74-77 fürs Zweitstudium mit einer verbindlichen Praxis-Perspektive an der PH; noch im selben Jahr bot ihm der Grundschuldidaktiker Manfred Große dort für ein Jahr eine Mitarbeiter-Stelle an. Bei Erich Perlwitz erhielt er dort auch einen Lehrauftrag, Thema „BMT“.
Von 1976 bis 1978 war Günther als Lehrbeauftragter bei den Pädagogen an der TU Berlin tätig, Thema „Alternativen zur BRD-typischen Heimerziehung“.
1977 wurde Manfred Günther Therapeutischer Leiter in einem heilpädagogischen Heim der Diakonie. Das Stellenangebot außerhalb des Öffentlichen Dienstes passte dem nun nach West-Berliner Kriterien von 1968-2008 ausgebildeten Schulpsychologen, da er die Regelanfrage-Praxis des Radikalenerlasses ablehnte und bekämpfte.
In den Jahren 1977 bis 1980 errichteten Grundschulrektor Hugdietrich Schroeder und Manfred Günther in Lichterfelde eines der ersten Schulersatzprojekte West-Berlins. 1979 tauschte er sich in New York mit Howard W. Polsky aus, entdeckte so Sam Ferrainolas Glen Mills Schools nahe Philadelphia und hospitierte 1979 und 1980 drei Wochen in der Bridge Over Troubled Waters sowie in der Robert White School, Boston (USA). Im Rahmen von Dienstreisen erkundete er weitere Praxis-Projekte der Sozialpädagogik, Bildung, Justiz und Psychiatrie in Staaten und Ländern wie Dänemark, zweimal USA, Kanada, Baden-Württemberg, Sizilien, Österreich und Türkei, dazu 1992 zweimal Ungarn sowie 1988 Ukraine.
Ab 1981, verantwortlich ab 1983, gestaltete Günther 17 Jahre lang im Hauptberuf die JOKER eine psychosoziale Konzept-Jugend(rechts)beratung mit Wohnprojekt für junge Volljährige im Zentrum West-Berlins. 1986/87 prägte er in seinem „Psychodschungel“-Buch den Begriff Jugendhilfestation. Günther gründete 1987 noch im Verlauf des Kongresses „750 Jahre Armut in Berlin“ den Landesarbeitskreis Jugendberatung und Wohnen, den er bis 1997 leitete. 1988 zeichnete der Psychologe verantwortlich für eine zu betreuende 6-er Gruppe aus Neukölln und Kreuzberg, die er ins Sommerlager Workcamp Nyksund (TU Berlin) begleitete; darunter befand sich auch Tim Raue, Mitglied der Jugendbande „36 Boys“ – im Camp nicht fürs Kochen, sondern für Airbrush (Graffiti & Tags) verantwortlich.
Anfang der 1990er zeigte Manfred Günther im Rahmen eines Lehrauftrags in der Verwaltungsakademie, dass Entbindungen von der Verschwiegenheitspflicht (Offenbarung von Privatgeheimnissen gem. StGB § 203) nur dann praktisch und im Konfliktfall juristisch wirksam sein können, wenn jeweils zwei vom Patienten hinterlegt werden – d. h. A wird entbunden, B gegenüber schweigen zu müssen und genoso noch einmal per Unterschrift umgekehrt.
Nach einer Weiterbildung in Kosten- und Leistungsrechnung und vor seinem Wechsel in das Bonner DFK wurde Manfred Günther bis 1998 noch Co-Chair des Leistungszentrums für Psychologische und Medizinische Dienste, ein Modellvorhaben mit ca. 50 Fachkräften in Berlin-Wilmersdorf; er hatte zuvor im Senatsauftrag in einer KPMG-Arbeitsgruppe an der Entwicklung von betriebswirtschaftlich definierten „Produkten“ im Arbeitsbereich Jugend und Familie (Berlin-West) mitgewirkt. Die Berliner Bezirksreform im Jahr 2000 stoppte nicht nur viele inhaltliche Orientierungen sowie seine Arbeit im abteilungsübergreifenden Beratungszentrum, sondern reduzierte auch fast um die Hälfte die Anzahl von Dezernenten, Direktoren und Amtsleitern. Nach der Abwicklung „seiner“ Beratungsstelle (künftig wegfallend) übernahm er für zwei Jahre die ämterunabhänggie Stabsstelle „Kooperation Jugendhilfe-Schule“. Die interessantere Position des Jugendhilfeplaners wäre mit einer Verbeamtung verbunden gewesen, was er ablehnte.
Als Interessenvertreter von Heranwachsenden lieferte Manfred Günther 1989 einen Entwurf zum § 41 des Achten Buches Sozialgesetzbuch sowie 1994 weitere Rechtspositionen, die in das von Thomas Krüger politisch verantwortete Berliner Ausführungsgesetz zum KJHG eingingen. Er publizierte neben einigen kleinen Monografien mehr als 20 Fachzeitschriften-Aufsätze, zahlreiche Buchrezensionen – so die fachöffentlich kontrovers diskutierte Polemik gegen Andreas Müllers Schluss mit der Sozialromantik, Interviews, Glossen und auch bis heute alle zwei Jahre die schulbezogene Liste Taschengeld für Kinder und Jugendliche. In Medien wie dem SFB, FAB (Hallo Berlin), dem Blog „Väterzeit“ und dem ZDF-Morgenmagazin trat und tritt er als Experte auf.
Zum nebenberuflichen Engagement gehören Vorträge, Moderationen, Coachings sowie Workshops – so für die BAG-Katholische Jugendsozialarbeit, für das Bündnis Demokratie Jetzt, auf dem Deutschen Jugendhilfetag 2004 in Osnabrück, für die Friedrich-Ebert-Stiftung, für das Haus Schweinfurthstraße, für die DPWV-Büroleiter der fünf neuen Bundesländer, das LISUM B.-B., für NeUhland, UnderstandingBus DVJJ und Tönstör (Schweiz) sowie z. B. 2015 beim Kinderschutztag des Caritasverbands Rottenburg-Stuttgart; von 2012 bis 2014 wirkte Günther auch in der seriösen kommerziellen Telefonberatung „Psychologe“. Im Oktober 2014 zeigte er im Tagesspiegel die aktuelle Rechtslage im deutschen Kinderschutz. 2021 beriet er die Caritas-Familien- und Lebensberatungsstellen Württembergs zu Fragen des KJSG pandemiebedingt mittels mehrerer Online-Konferenzen.
Das Kultusministerium Brandenburg beauftragte Manfred Günther allein mit der Entwicklung des Curriculums Zertifikatskurse Jugendsozialarbeit
Nach der Amoktat von Erfurt wechselte Günther 2003 in Vollzeit wegen eines Expertisenauftrags der Ministerpräsidentenkonferenz in das zwischen Bundesjustiz- und Innenministerium wirkende Deutsche Forum für Kriminalprävention, gewann Herbert Scheithauer für die Mitarbeit, war dort auch Redenschreiber von Rudolf Egg und Gesprächsleiter des Bundes-AK Jugendsozialarbeit – Polizei sowie der Bund-Länder-AG Häusliche Gewalt und Schule.
Ende 2006 in Folge des Rütli-Schule-Brandbriefs wurde Günther ins Ressort Gewaltprävention/Krisenintervention der Berliner Senatsverwaltung für Bildung und Wissenschaft geholt. Dort arbeitete er bis zum Erreichen der Altersrente 2013 als Notfallpsychologe – zuständig für den Brennpunkt-Bezirk Friedrichshain-Kreuzberg auf einer Halbtagsstelle.
Manfred Günther ist weiterhin vor allem als Fachbuch-Autor engagiert; Texte, Aufsätze, Monographien und empirische Untersuchungen fertigte er seit 1975 stets berufsbegleitend an; zwei seiner Bücher wurden inzwischen ins Englische übertragen. Gelegentlich ist er als fachlich beratender Coach tätig – so im Jahr 2022 noch einmal als Teilzeit-Angestellter Office Manager in einer Medizinalfachberufe-Praxis.

### Lehrtätigkeit
Günther erhielt bislang etwa 50 Dozentenaufträge; er war kontinuierlich nebenberuflich tätig an verschiedenen Fachhochschulen, Universitäten und Akademien, darunter von 1979 bis 1995 Fachhochschule für Sozialarbeit und Sozialpädagogik/Alice-Salomon-Hochschule Berlin, Burckhardthaus der Caritas, CJD-Akademie, von 1991 bis 2016 Häuser Schweinfurthstraße und Am Rupenhorn, Sozialpädagogisches Fortbildungswerk Brandenburg (heute fusioniert: SFBB im Jagdschloss Glienicke); JAW-Referat Qualifizierung; 1999 bis 2002 Freie Universität Berlin, Akademie für Sozialberufe Berlin, Verwaltungsakademie Berlin, Humboldt-Universität Berlin (Institut für Rehabilitationswissenschaften) und von 2011 bis 2014 Hochschule Magdeburg-Stendal.
Zu seinen Themen gehören Handlungskompetenz, therapeutische Konzepte und Techniken, Moderation/Gesprächsleitung, Pädagogisches Rollenspiel, Versorgungsstrukturen, Gewaltpräventions- und Kriseninterventions-Methoden an Schulen sowie vor allem berufspraxisbezogenes Jugendhilferecht.

### Politisches Engagement
Manfred Günther hatte als 17-Jähriger 1966 den Kriegsdienst verweigert; 1969 war er Fahrer der Band Franz K. und Texter von „Blues und Politik in einem Guß“, einem Antifa-Projekt mit der Band Franz K., um dem NPD-Wirken entgegenzutreten, sowie Gründungsmitglied des u. a. von Christa und Detlef Thierig organisierten „Republikanischen Clubs“ in seiner Heimatstadt Witten. Nach der Umsiedlung nach West-Berlin wurde er zunächst Mitglied einer „Roten Zelle“, die ebenfalls außerparlamentarisch und institutsbezogen an vielen Fachbereichen West-Berliner Universitäten wirkten.
Ende 1973 wandte er sich aus Protest gegen den Putsch in Chile aktiv dem sogenannten Realsozialismus zu. Verantwortlich organisierte er von 1974 bis 1977 im Lehrkörper der PH Berlin die Kampagne gegen den Radikalenerlass der Aktionsgemeinschaft von Demokraten und Sozialisten (ADS) gegen Berufsverbote und Extremistenbeschluss.
Seine eurokommunistischen Positionen, persönliche Diskussionen z. B. mit Jan Vogeler im Rahmen eines Stipendiums (Internationale Lenin-Schule Moskau 1976), sowie die Wolf-Biermann-Ausbürgerung brachten ihn 1978 zur demokratisch-sozialistischen Oppositionsgruppe „Die Klarheit“.
Ab 1981 suchte er sich wie Annette Schwarzenau, Wolfgang Guckelberger, Edwin Massalsky oder Hannelore May eine neue passende politische Heimat, wurde Mitglied der Alternative Liste für Demokratie und Umweltschutz und gründete dort u. a. mit Jasenka Villbrandt den „Jugendhilfebereich“.
Günther lehnte 1989 in Neukölln zugunsten von Michael Wendt und 1996 in Schöneberg zugunsten von Ulrike Herpich-Behrens Angebote der Alternativen Liste bzw. von Bündnis 90/Die Grünen ab, ebendort Dezernent für Jugend, Familie und Sport zu werden. Wegen diverser politischer Differenzen mit Funktionsträgern der zunehmend technokratisch wahrgenommenen Partei Bündnis 90/Die Grünen (Renate Künast präsentierte den Staatssekretär Matthias Berninger) war der Pädagogische Psychologe seit 2005 viele Jahre nicht mehr parteipolitisch tätig, gehört aber von Kevin Kühnert beeindruckt inzwischen der SPD an.
Im Rahmen eines achtmonatigen Sonderurlaubs arbeitete er 1990 u. a. mit Susanne Stumpenhusen in einer Solidar-Brigade der ÖTV in Massaya/Nicaragua.

## Trivia
- Als Autor der Holtzbrinck Publishing Group, Wortmarke „Springer nature“, veröffentlichte M. Günther bis 2025 mit 8 Titeln von 2300 die meisten Schriften in der essential-Reihe.
- Günther beabsichtigt (nach dem Verfassen von ausschließlich Fachbüchern) eine besondere Biografie über einen lebenden guten Menschen zu schreiben. Zunächst war der zeitlebens linke Antistalinist Jakob Moneta angefragt, der aber noch während der Recherchen starb. Danach fiel sein Blick auf Hilde Schramm, die strikt ablehnte mit dem Hinweis, dass sie schon mehrmals Anfragen von Journalisten erhalten habe, dabei aber vermute, das eigentliche Biografen-Motiv seien unveröffentlichte Detail-Informationen über ihren Vater – was Manfred Günther tatsächlich gar nicht im Blick hatte.

## Mitgliedschaften und Funktionen
- 1977–1980: Fachgruppe Kirchliche Mitarbeiter in der ÖTV-Berlin, im Landesvorstand
- 1993–1998: Landesjugendhilfeausschuss Berlin, Unterausschuss Erzieherische Hilfen
- 1992–2000: vom Abgeordnetenhaus von Berlin bestelltes Kuratoriumsmitglied der Öffentlichen Stiftung Pestalozzi-Fröbel-Haus
- 1996–1998: Aktion '70, Vorstand
- weitere vor 2024: Berliner Rechtshilfefonds Jugendhilfe; Gesellschaft für deutsche Sprache, Archiv der Zukunft – Netzwerk; Wikimedia e. V., Archiv der Jugendkulturen; Weißer Ring
- aktuell: VfL Bochum, Deutscher Kanu-Verband, Deutscher Golf Verband Club Groß Kienitz, Bochumer Botschaft,
- Humanistischer Verband Deutschlands, von 1993 bis 1997 im Landesvorstand Berlin, seit 2018 in der Schiedskommission
- Gesellschaft zur wissenschaftlichen Untersuchung von Parawissenschaften GWUP (Skeptiker)

## Schriften

### Aufsätze, Texte (Auswahl)
- Herausforderung Kinderschutz, Interviews. Dr. Heinz Kindler und Manfred Günther. In: Dokumentation der Fachtagung „Rosebud“. Caritas Württemberg, Stuttgart 2015
- Kinderschutzgesetz. In: Tagesspiegel vom 19. Oktober 2014
- Prävention durch Sport. In: Forum Kriminalprävention. 2/2006 (kriminalpraevention.de PDF) abgerufen am 3. Juni 2019.
- Hilfen für junge Volljährige nach SGB VIII § 41. In: Jugendhilfe. 8/1993.
- Psychosoziale Auswirkungen von Arbeitslosigkeit auf Jugendliche. In: Jugend – Beruf – Gesellschaft. 4/1981.
- Alternative Konzepte für „nichtbeschulbare“ und delinquente Jugendliche in den USA. In: Sozialpädagogik. 23, 1981, ISSN 0038-6189.
- Disziplinierte Schüler durch Verhaltensmodifikation? In: Demokratische Erziehung. 3. Jg. Heft 1/1977. Wiederabdruck in: Klaus Ulich (Hrsg.): Wenn Schüler stören. Beltz, München 1980, ISBN 3-407-25071-1 und in Helgard Moll-Strobel (Hrsg.): Die Problematik der Disziplinschwierigkeiten im Unterricht. Wissenschaftliche Buchgesellschaft, Darmstadt 1983, ISBN 3-534-08308-3..

Erhebungen
- (mit Sebastian Braunert): Zur Situation der Erziehungs- und Familienberatungsstellen in Deutschland. Rahmenbedingungen, Prävention, Kooperation. Bonn 2005 (Erhebung zur Situation der Erziehungs- und Familienberatungsstellen (PDF; 2,5 MB) DFK, abgerufen am 20. März 2016).
- Psychodiagnostik, ambulante Therapie und Unterbringung in heilpädagogischen oder klinischen Einrichtungen. Eine Untersuchung über Indikationsprobleme bei Jugendlichen mit psychischen Störungen in psychosozialen Diensten. Berlin 1986.
- (mit Kurt Kersten): Jugend in Wilmersdorf 1984. Eine empirische Studie zum Zeitbewußtsein, Freizeit- und Problemverhalten der Jugendlichen im Bezirk. BA Wilmersdorf v. Berlin, Abt. Jugend, 1985.

### Monografien
- Mediation und Dialoge moderieren. Ein Leitfaden für Gesprächsleitungen in der Bildungsarbeit. Springer nature, 2025, 978-3-658-47565-9 (Print), 978-3-658-47566-6 (E-Book)
- Moderation kompakt. Praxisorientiert und zukunftsweisend für die psychosoziale Arbeit. Springer nature essentials, 2025, ISBN 3-658-47149-2 (Print), 978-3-658-47149-1 (E-Book).
- Educational Role Play. Knowledge Modul and Guide for Psychosocial Practice. Springer Nature, 2023, ISBN 978-3-658-41809-0 (Print), ISBN 978-3-658-41810-6 (E-Book).
- Child- and youth welfare law in Germany. An overview for educators, psychologists, paediatricians and politicians. Springer Nature, Wiesbaden 2022, ISBN 978-3-658-38289-6 (Print), ISBN 978-3-658-38290-2 (E-Book).
- Gewalt an Schulen – Prävention. Erprobte Programme, Positionen und Praxis-Projekte. 1. Auflage. Springer Fachmedien, Wiesbaden 2020/21, ISBN 978-3-658-32578-7 (Print), ISBN 978-3-658-32579-4 (E-Book).
- Kinder- und Jugendhilferecht. Ein Überblick für Pädagogen, Psychologen, Kinderärzte und Politiker. 1. Auflage. Springer Fachmedien, Wiesbaden 2019/20.
  - dito: 2., aktualisierte und erweiterte Auflage 2021, ISBN 978-3-658-35223-3 (Print), ISBN 978-3-658-35224-0 (E-Book).
- Hilfe! Jugendhilfe. Ausgewählte Schriften 1974–2018. Vorwort Jörg M. Fegert, Heimdall, Rheine 2018, ISBN 978-3-946537-55-7.
- Pädagogisches Rollenspiel. Wissensbaustein und Leitfaden für die psychosoziale Praxis. Springer Fachmedien, Wiesbaden 2018/19, ISBN 978-3-658-22792-0 (Print), ISBN 978-3-658-22793-7 (E-Book).
- Kindheit – Jugend – Alter. Das Taschenbuch-Lexikon. 2. erweiterte Auflage, 1250 Wörter. Vorwort Butzko, Karikaturen Klaus Stuttmann, Rheine 2020, ISBN 978-3-946537-62-5.
  - Wörterbuch Jugend – Alter. Vom Abba zur Zygote. Vorwort Austrofred, Karikaturen Klaus Stuttmann, Nachwort Ernst Volland, Berlin 2010, ISBN 978-3-935607-39-1.
- Alles was jungen Menschen Recht ist. Rechtsberater für 0- bis 30-Jährige; Anlage: Taschengeld-Tabelle für SchülerInnen. 4. vollständig überarbeitete Auflage, Vorwort Sigrun von Hasseln-Grindel, Karikaturen Klaus Stuttmann, mg-joker, Berlin 2019, ISBN 978-3-924041-23-6.
  - Fast alles was Jugendlichen Recht ist. 2. Auflage. Vorwort Wolfgang Lüder, Karikaturen Klaus Stuttmann, Humanistischer Verband Deutschlands, Berlin 2003, ISBN 978-3-924041-23-6.
  - Rechte junger Menschen. 1. Auflage. Vorwort Ingrid Stahmer, Karikaturen Klaus Stuttmann, Jugendaufbauwerk Berlin/Senatorin für Schule, Jugend und Sport, Berlin 1997.
- Jugendliche im Berliner Psychodschungel. Vorwort Dave Harris, Verlag AJB, Berlin 1987, 1. Auflage, ISBN 978-3-925399-03-9.
  - dito: unveränderter Reprint (ohne Anhang) in: Hilfe! Jugendhilfe. Rheine 2018, Seiten 205–301.

| aus dem Vorwort von Prof. Jörg M. Fegert „Es sind engagierte Lehrtexte, die stets auch eine Haltung reflektieren, das Empowerment der Schwächeren und häufig Zu-kurz-Kommenden, die Entlarvung der Institutionen und des Establishments, die Kritik am Dschungel der sogenannten Hilfe-Angebote in der Psychoszene mit ihren eigenen Gesetzmäßigkeiten“ aus der PaperPress-Rezension von Ed Koch „Lesen Sie Manfred Günthers Buch und Sie erfahren, was zu tun ist, damit Kinder und Jugendliche eine Zukunft haben“ |